# Pix

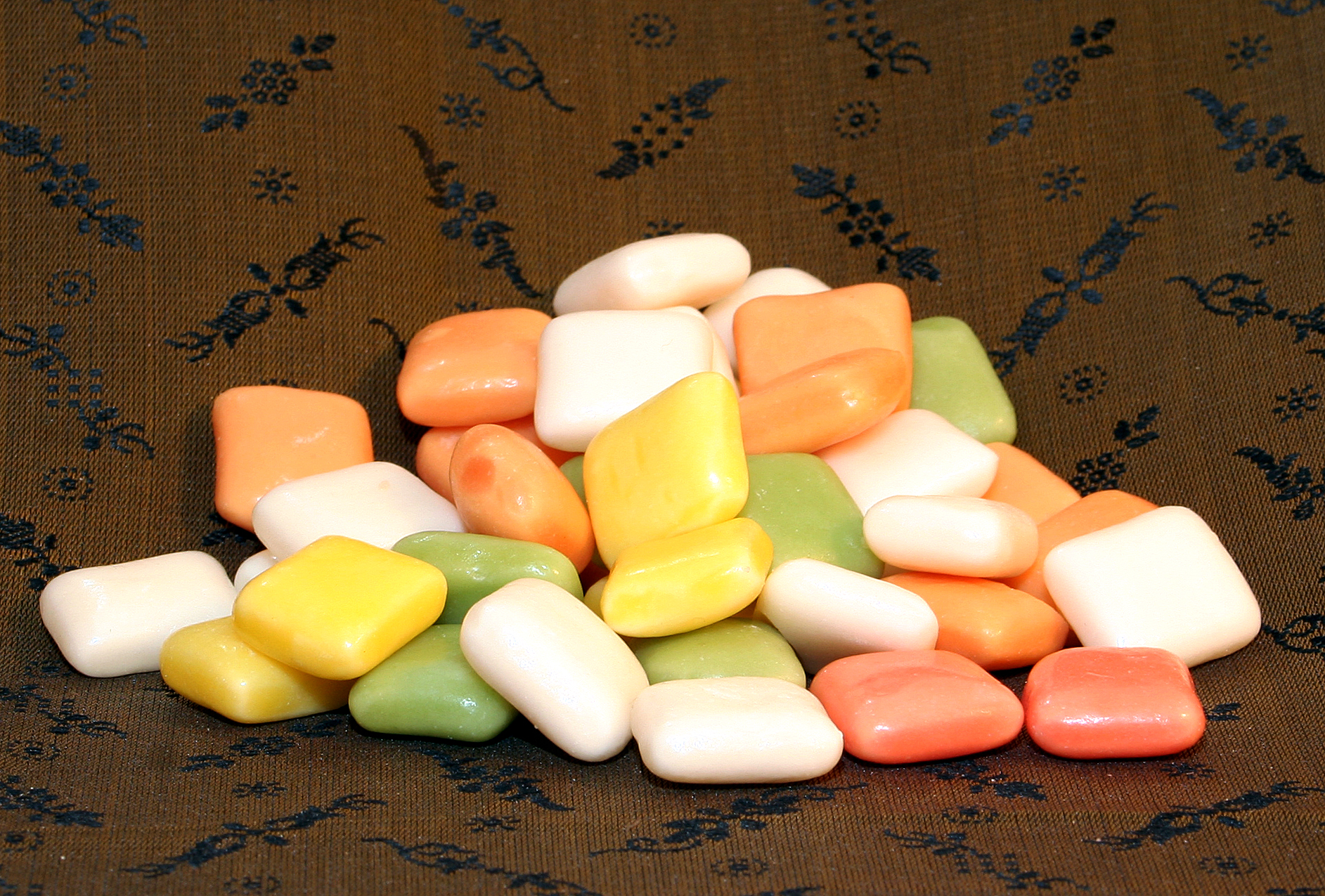
Brio.

Pix var en godistillverkare i Gävle. Bolaget grundades 1897 som Ericsson & Rabenius och började använda Pix som varumärke 1913. Bolaget tillverkade godistabletter och Pixtabletten blev huvudprodukt 1919. Senare började bolaget tillverka chokladprodukter. År 1975 köptes bolaget av Ahlgrens och tillverkningen flyttades till Ahlgrens fabrik 1983. Bland bolagets produkter fanns Brio, Zig Zag, Coryfin och Frukttugg. 